# Jagdgeschwader 70
70-та винищувальна ескадра (нім. Jagdgeschwader 70 (JG 70) — винищувальна ескадра Люфтваффе, що існувала у складі повітряних сил вермахту на початку Другої світової війни.

## Історія з'єднання
1-ша та 2-га ескадрильї JG 70 були сформовані 15 липня 1939 року в Герцогенаурахі. Штабу ескадри, штабу групи чи інших груп не існувало. Ескадра була оснащена Messerschmitt Bf 109D-1. Частина не брала участі у німецькому вторгненні до Польщі з 1 вересня 1939 року. Натомість вона була підпорядкована 13-му люфтгаукомандо 3-го повітряного флоту на Західному фронті. 13 вересня 1939 року 1-ша та 2-га ескадрильї були включені до Jagdgeschwader 54 як 1-ша та 2-га ескадрильї. Таким чином ескадра припинила своє існування.

## Командування

### Командири 1./JG 70
- оберлейтенант Райнгард Зайлер (15 липня — 13 вересня 1939)

### Командири 2./JG 70
- гауптман Ганс-Юрген фон Крамон-Таубадель (15 липня — 13 вересня 1939)

## Основні райони базування 70-ї винищувальної ескадри

### Основні райони базування 1./JG 70
| 15 липня — 13 вересня 1939 | Герцогенаурах | Bf 109D-1 |

### Основні райони базування 2./JG 70
| 15 липня — 13 вересня 1939 | Герцогенаурах | Bf 109D-1 |